# Делото Драйфус
Делото „Драйфус“ е наказателен процес във Франция през 1894 – 1906 г. Делото остава в историята като един от най-забележителните примери за съдебна грешка и антисемитизъм.
Обвиняем в процеса е Алфред Драйфус, единственият офицер от еврейски произход на служба в Генералния щаб на Френската армия, срещу когото в хода на процеса е издадена тежка присъда (доживотна каторга) за шпионаж в полза на Германската империя. Впоследствие става ясно, че истинският виновник в делото е Фердинанд Естерхази.
Делото „Драйфус“ е наричано Делото на века. Изиграва огромна роля за катализиране на антисемитизма в навечерието и началото на най-кървавия ХХ век в историята на човечеството.

## Първи съдебен процес
През септември 1894 г. офицерът от Статистическия отдел на френския генерален щаб (военното контраразузнаване) майор Юбер Анри получава от свой сътрудник, който работи под прикритие в германското посолство в Париж, анонимен списък, изброяващ няколко секретни френски военни документа с обозначение на цени за тях. Този списък (в тъй нареченото бордеро) предизвиква военносъдебно разследване.
Френската преса „надушва“ за започналото разследване. На 9 септември 1894 г. вестник „Либр парол“ („Свободно слово“) съобщава за съществуването на „еврейска следа“ в провеждано разследване за държавна измяна. Католическият вестник „Ла Кроа“ потвърждава, че обвинението е сериозно, а именно за измяна и корупция в Генералния щаб на Франция. Капитан Драйфус е арестуван на 15 октомври 1894 г.
След проведен процес на 22 декември 1894 г. Алфред Драйфус е признат за виновен въз основа на графологична експертиза на списъка в бордерото с изброени секретни френски военни документи с цени за тях, което доказателство е подкрепено и от свидетелските показания на генерал Гонс – помощник на началника на Генералния щаб, и служители на френското военно разузнаване.
В началото на 1895 г. Алфред Драйфус е заточен за изпълнение на присъдата (доживотна каторга) на Дяволския остров във Френска Гвиана, Южна Америка.

## Оспорване на присъдата
Семейството на Драйфус (известни елзаски индустриалци) споделя мнението на влиятелни френски еврейски кръгове, че всеки опит за провеждане на повторно разследване, което евентуално да предизвика обжалване на присъдата, ще доведе до по-големи усложнения и проблеми за всички евреи във Франция. Първите стъпки в защита на Драйфус се правят извън Франция.
В края на 1896 г., 23 месеца след присъдата, в Брюксел младият евреин Бернар Лазар публикува своето разследване, с което се стреми да докаже, че Драйфус е невинна жертва на скалъпено обвинение. За автора на това разследване няма съмнение, че истинската причина за осъждането на капитана е антисемитизмът. В разследването си Бернар Лазар казва:
| „ | Той беше арестуван, защото е евреин, беше осъден, защото е евреин, и пак по тази причина в негова защита не бяха чути нито гласовете на справедливостта, нито тези на правдата. | “ |

На 10 ноември 1896 г. вестник „Льо Матен“, който е съсобственост на Филип Бюно-Вария, съвипусник на Драйфус, помества факсимиле от бордерото, писано според правосъдието от Драйфус. През ноември 1897 г. вестникът публикува още 2 предполагаеми писма от Драйфус до германския военен аташе, едновременно с писмо от Драйфус до Бюно-Вария. Според тези публикации няма сходство в почерка между личната кореспонденция и бордерото, за което е обвинен Драйфус. Полковник Пикар, поел защитата на Драйфус, е заподозрян в изтичане на информация от делото в пресата.
Еврейската общност във Франция постепенно застава зад твърдението и обвинението в антисемитизъм на Лазар, настоявайки за провеждането на нов процес по делото Драйфус. Някои от по-радикално настроените евреи започват да виждат в аферата Драйфус „католически заговор“. В тази група е и Емил Зола, който по онова време е най-популярният и най-скандален писател във Франция. Той пише статия в подкрепа на Драйфус и я дава на набиращия популярност политик Жорж Клемансо, който по онова време издава либералния вестник „Орор“. По идея на Клемансо статията на Зола излиза на 1-ва страница на вестника под заглавието „Аз обвинявам!“ на 13 януари 1898 г. Статията взривява и поляризира общественото мнение във Франция на 2 лагера – „за“ и „против“ вината на Драйфус. Големите провинциални градове Нант, Нанси, Бордо, Марсилия са настроени антисемитски, а Париж – либерално и бунтовно в подкрепа на Драйфус.
Междувременно изтича информация, че има съмнения, че въпросното бордеро, за което е обвинен Драйфус, е писано от друг офицер от Генералния щаб – майор Естерхази (който по онова време имал нужда от пари). Обвинението към майор Естерхази за авторството на документа отправя Матийо Драйфус – брат на обвинения Алфред, който се позовава на сведения, предадени му от полковник Пикар – офицер от разузнаването на Третата република.

## Повторен съдебен процес
Под влияние на протестите и надигналото се обществено недоволство, в съчетание със започналата медийна кампания за преразглеждане на присъдата на Драйфус, френските власти, в лицето на военния министър Кавеняк и началника на Генералния щаб генерал дьо Боадефр, се доверяват на провокацията с „ново доказателство“ за вината на капитан Драйфус от досието му, което се оказва фалшификат. Това става повод да подадат оставки, а съдебните власти са принудени под медиен и обществен натиск да преразгледат присъдата.
Междувременно изпратеният в Алжир полковник Пикар обвинява майор Юбер Анри – първия свидетел срещу Алфред Драйфус, в лъжесвидетелстване. Пикар е арестуван, но след него и Анри е задържан. Последният се самоубива през август 1898 г. и Върховният касационен съд на Франция в повторен процес, воден в Рен, намалява присъдата на Алфред Драйфус на 10 години.

## Помилване и реабилитация
Веднага след намаляване на присъдата френският президент Емил Лубе помилва Алфред Драйфус. През 1904 г. Касационният съд постановява провеждане на допълнително разследване. През юли 1906 г. Върховният касационен съд връща капитанския чин на Драйфус и постановява възстановяване на офицерските му знаци – пагоните и сабята му.
Въпреки това френското общество остава разделено в оценката си за „предателството“ на Алфред Драйфус, като поддръжниците на неговата невинност го считат за жертва на антисемитска кампания, а онези, които го намират за виновен, са на мнение, че делото е манипулирано постфактум, под медиен натиск и кампания.
На 4 юни 1908 г. Алфред Драйфус, вече като френски полковник, е прострелян от националист при местенето на урната с праха на Емил Зола в Пантеона. Полковник Пикар, водил защитата на Алфред Драйфус в процеса, става военен министър на Франция.